# Villa Devoto

Lage von Villa Devoto in Buenos Aires

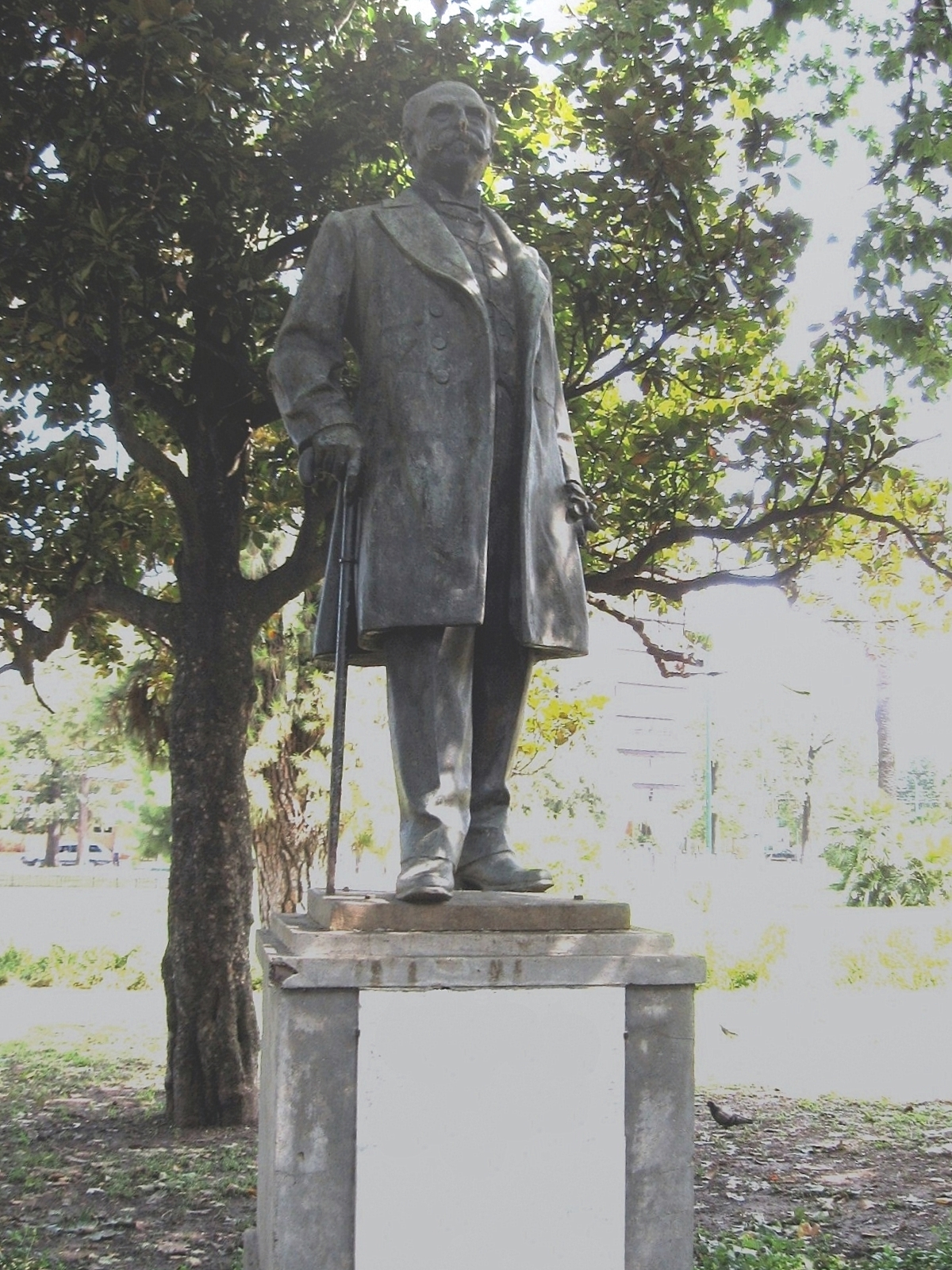
Antonio Devoto

Villa Devoto ist ein Stadtteil im Westen der argentinischen Hauptstadt Buenos Aires. Man nennt ihn auch „Stadtgarten“ wegen seiner vielen Bäume. Villa Devoto ist 6,6 km² groß und hatte im Jahr 2001 rund etwa 68.000 Einwohner. Die Bevölkerungsdichte beträgt somit gut 10.000 Einwohner pro km² und liegt damit unter dem Durchschnitt von Buenos Aires mit 13.500 Bewohnern/km².

## Beschreibung
Der Stadtteil wird begrenzt durch die Straßen Campana, San Martín, Avenida Francisco Beiró, Joaquín V. González, Baigorria, Avenida Lope de Vega und Avenida General Paz.
Benannt wurde Villa Devoto nach Don Antonio Devoto, der früher Eigentümer großer Teile dieses Stadtteils und ein Mitglied der gesellschaftlichen Elite von Buenos Aires war. Da er während des Ersten Weltkriegs den Italienern geholfen hatte, verlieh ihm der italienische König den Titel eines Grafen. 
Don Devoto baute das größte Gutshaus seiner Zeit, das als Palacio Devoto bekannt wurde. Umberto I. logierte hier während seines Argentinienaufenthalts. Das Gebäude wurde an der Avenida Nacional gebaut und umfasste insgesamt 10.238 m². Es war dekoriert in Bronze, Silber und Gold sowie mit in Italien geschmiedetem Eisenwerk und florentinischen Mosaiken.
Antonio Devoto starb 1916 und wurde in der Krypta in der im Bau befindlichen St.-Antonius-Basilika beigesetzt, noch bevor die Arbeiten an seinem Haus fertiggestellt waren. Da er weder Nachkommen hatte noch jemand gefunden wurde, der das exzentrische Haus kaufen wollte, wurde das Gelände in Bauparzellen aufgeteilt, auf dem später die Häuser des heutigen Villa Devoto gebaut wurden. 
Heute ist Villa Devoto ein Wohngebiet der mittleren und gehobenen Schicht mit baumbestandenen Straßen. Besonders ein Teil von Villa Devoto, bekannt als Devoto R, ist beliebt bei wohlhabenderen Porteños. Der Stadtteil ist Heimat des Fußballclubs General Lamadrid.